# هيو موراي شو
هيو موراي شو هو سياسي كندي، ولد في 13 نوفمبر 1876، وتوفي في 3 أبريل 1934. انتخب عضو مجلس العموم الكندي.